# Sarcófago de Alejandro
El Sarcófago de Alejandro es un sarcófago de piedra helenístico que data de finales del siglo IV a. C. y que estaba adornado por bajorrelieves de Alejandro Magno. Hallado en la necrópolis real de Ayaa, cerca de Sidón, esta obra se ha conservado increíblemente bien y es famosa por su gran equilibrio estético y su policromía. Es considerada, además, la pieza más destacada del Museo arqueológico de Estambul.

## Historia

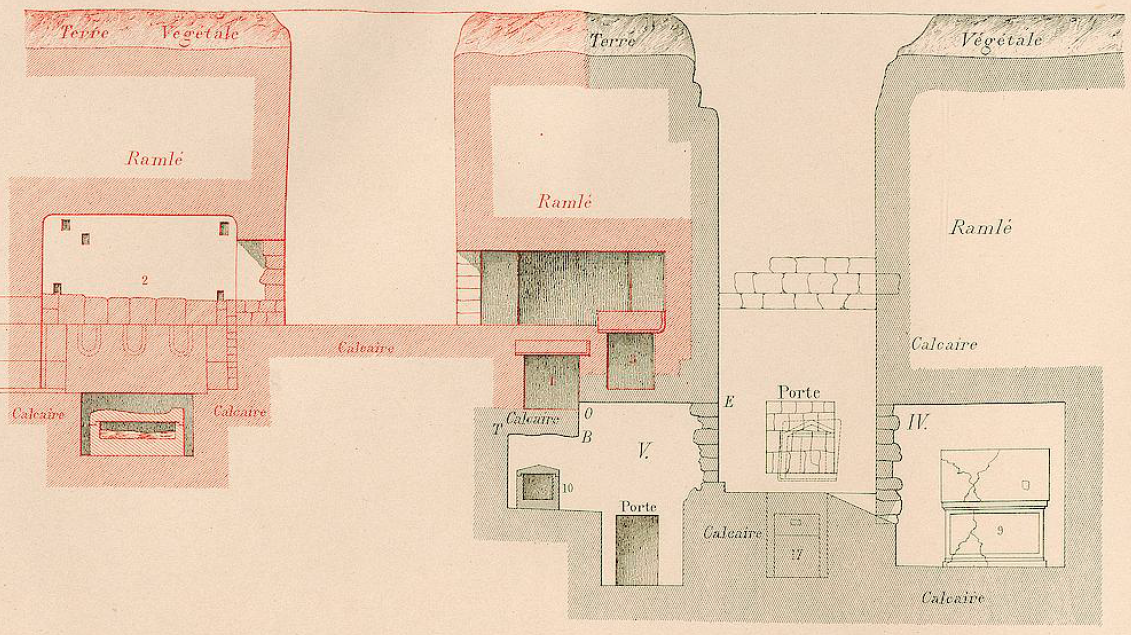
Plano de la necrópolis real de Ayaa. El sarcófago de Alejandro se encontró al fondo del bloque central.

### Descubrimiento
El sarcófago de Alejandro fue hallado en la necrópolis real de Ayaa, cerca de Sidón, una necrópolis subterránea que se dividía en dos hipogeos o tumbas con varias cámaras funerarias. Seguramente se usaron como necrópolis real. Este sarcófago en particular es uno de los cuatro grandes sarcófagos encontrados en parejas que fueron descubiertos durante las excavaciones de 1887 lideradas por Osman Hamdi Bey y Yervant Voskan.

### Patronazgo

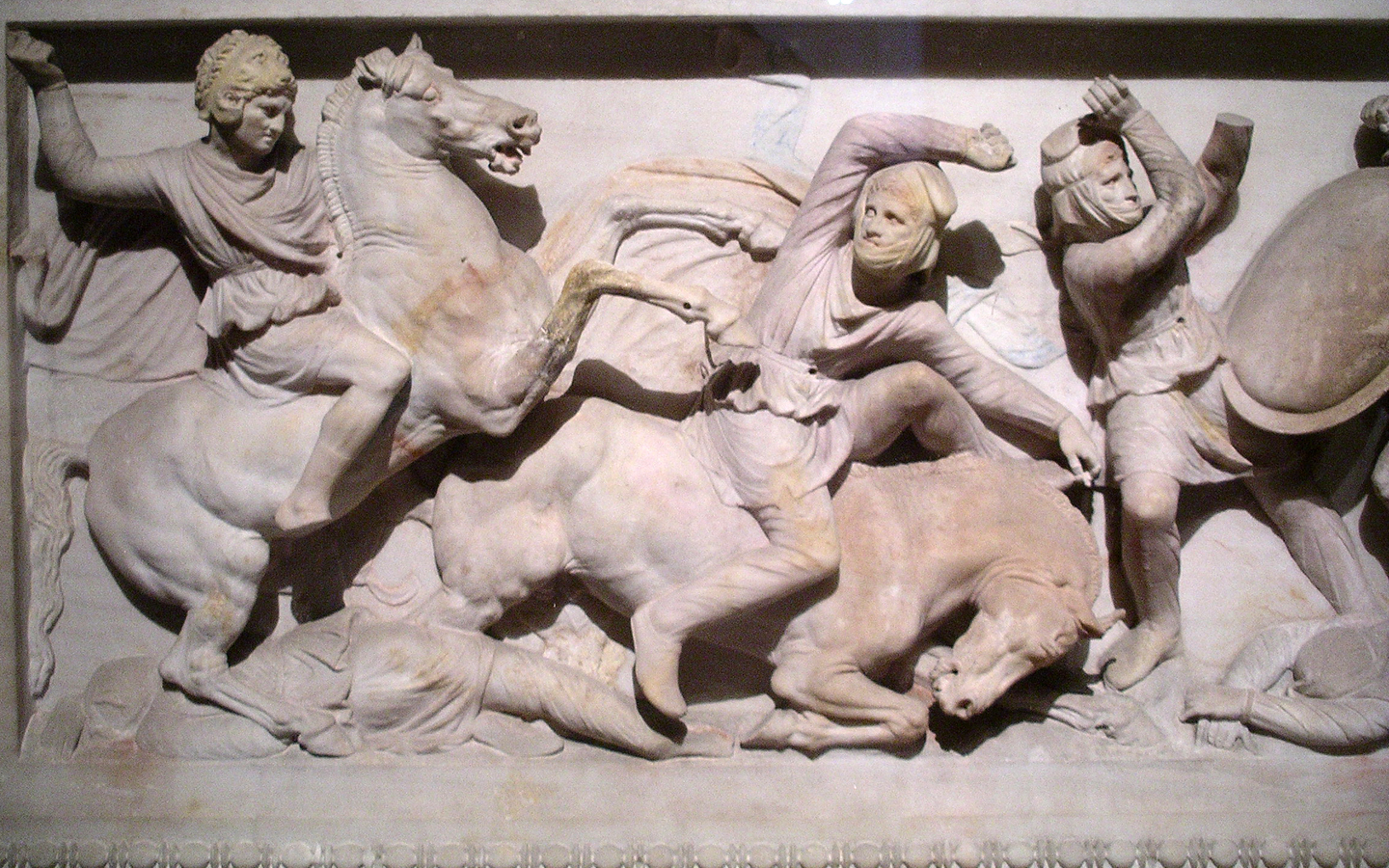
Alejandro frente a los persas en uno de los lados del sarcófago.

A pesar de que se ha aceptado ampliamente que este no es el sarcófago personal de Alejandro Magno desde un análisis temprano, sigue existiendo un debate de a quién perteneció. Al principio se creyó que podía haber sido el sarcófago de Abdalónimo († 311 a. C.), el rey de Sidón elegido por Alejandro inmediatamente después de la Batalla de Issos (331 a. C.). Andrew Steward afirma que fue patronizado por Abdalónimo principalmente porque los reyes orientales construían sus tumbas antes de morir. Este hecho es cierto, pero ha sido refutado por Waldemar Heckel, quien relata que el sarcófago fue realizado para Maceo, un noble persa y gobernador de Babilonia. Heckel se pregunta cómo un rey fenicio como Abdalónimo tendría tantas figuras e iconografía persa, incluidas las vestimentas, las facciones de la cara y las actividades en torno a la figura central que son más persas que fenicias. Heckel teoriza con que en la escena representando la batalla de Gaugamela en el 331 a. C., Maceo lidera el ejército persa.

### Atribución
Otro aspecto de la historia del sarcófago radica en qué cultura antigua mediterránea lo creó. Según Karl Schefold, seis escultores jonios firmaron la obra en dialecto ático. Steward concuerda con Schefold, afirmando que la unificación de varios elementos estilísticos está asociado con la escultura ática. Sin embargo, según la arqueóloga Margaret C. Miller, el sarcófago fue producido probablemente en un taller de Rodas, en este caso trabajando en Sidón. Es notable destacar que Sidón era una ciudad-estado fenicia, lo que ha llevado a otros expertos como Caroline Houser a debatir sus orígenes estilísticos en Fenicia. Se ha debatido con que la mayoría de los detalles escultóricos están atribuidos a un estilo griego antiguo, debido a la captura de esta ciudad oriental por los antiguos griegos. No obstante, debido a la mezcla cultural en el arte griego en ese momento, hay conflictos para relacionarlo con este sarcófago. Por ejemplo, los leones de las esquinas de la tapa son atributos asiáticos, también hay figuras mitológicas como tres cuernos de carnero en cabezas de felino que son fauna completamente extranjera a la del mundo helenístico.

## Interpretación

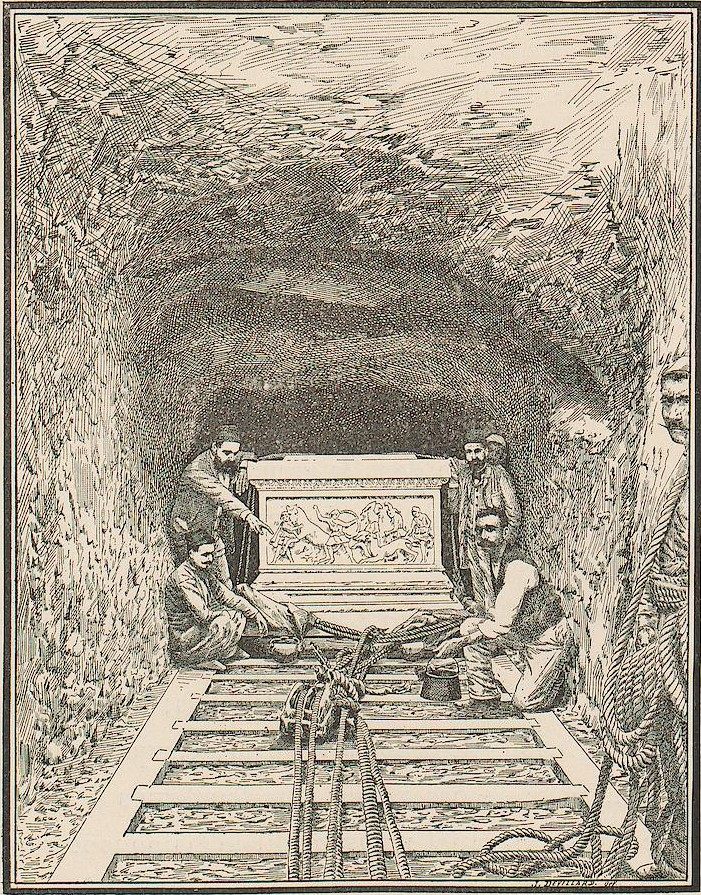
Hallazgo del sarcófago en 1887.

La tapa del sarcófago de Alejandro está realizada en dos grandes bloques de mármol alineados con las siluetas de cabezas femeninas, posiblemente la diosa Atargatis. Diversas narrativas decoran los frisos de cada lado y el pedimento del sarcófago, que han llevado a diferentes interpretaciones sobre toda la temática del mismo. Algunos expertos lo han relacionado con la biografía de Abdalónimo, comenzando con la batalla de Issos en el 333-332 a. C. y concluyendo en el 306-305 a. C. Andrew Steward afirma que el sarcófago no ofrece un programa unificado ni ningún mensaje coherente, sino que las escenas se contradicen, mezclando una iconografía oriental y occidental. Las temáticas de la batalla y la caza se repiten a lo largo de los frisos, uno de los laterales y otro de los frontones representan cada una de estas escenas.
Los relieves de uno de los laterales muestra a Alejandro Magno luchando contra los persas en la Batalla de Issos. Volkmar von Graeve ha comparado esta escena con la que muestra el famoso mosaico de Issos en Nápoles, concluyendo que la iconografía de ambas deriva de una obra común, un cuadro de Filoxeno de Eretria, ahora perdido. Representa a Alejandro montando a caballo, con una piel de león sobre su cabeza, y preparándose para arrojar una lanza sobre la caballería persa. Existe otro debate sobre la historicidad de estas figuras que aparecen en escenas bélicas y de caza. Mientras que algunos expertos como von Graeve lo interpretan como retratos de figuras históricas, otros como Schefold los ven como temas mitológicas de estas batallas y cazas. Algunos estudiosos creen que la segunda figura que aparece a caballo se trata de Hefestión, el amante de Alejandro. La tercera figura se identifica a menudo como Pérdicas, otro de los generales de Alejandro.

En el lado contrario se muestra a Alejandro y los macedonios cazando leones junto a Abdalónimo y los persas. Steward también identifica esta escena como un ejemplo de Alejandro cazando en el parque de Sidón en el 332 a. C. Es una representación única de los macedonios y los persas colaborando juntos en una caza, como contraste de la batalla de Issos en el relieve contrario, una derrota catastrófica de los persas contra los macedonios.

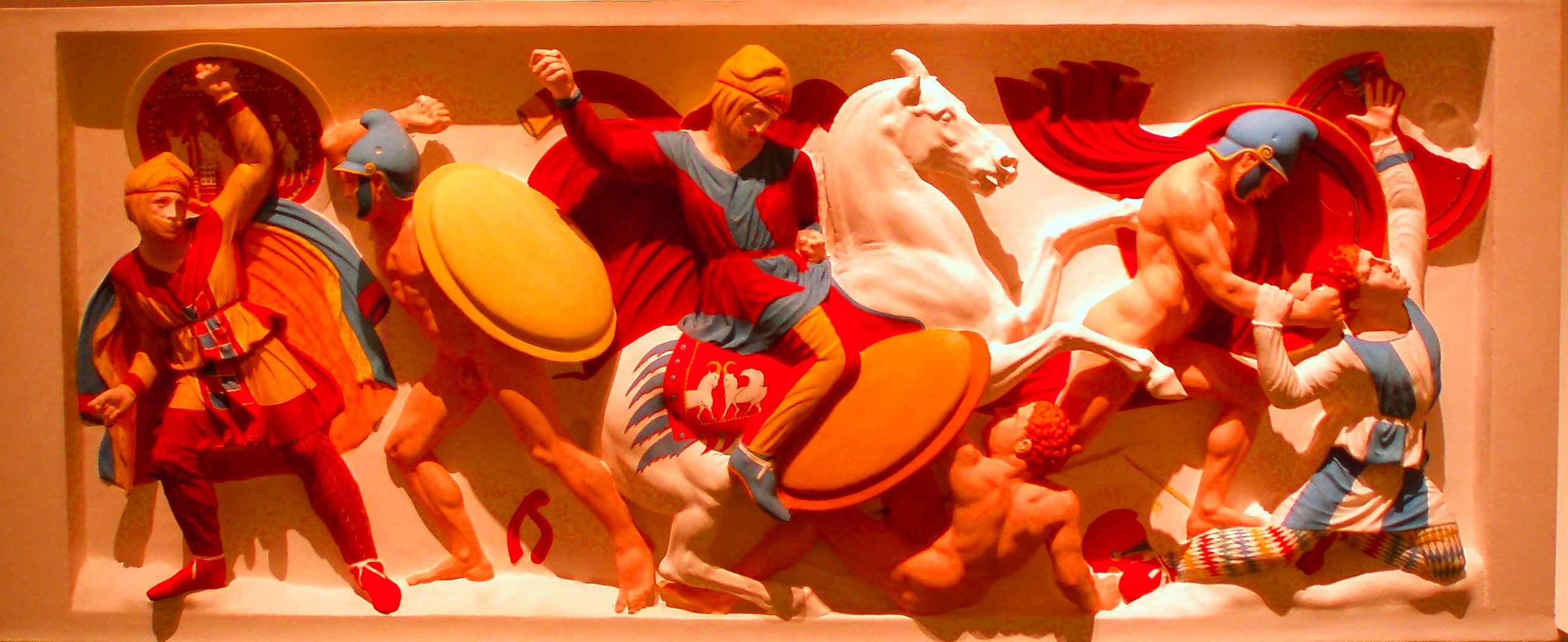
Reconstrucción en color de uno de los lados del sarcófago.

En uno de los frisos del sarcófago, se muestra la caza de un león mítico, donde Abdalónimo también caza una pantera. Sobre el relieve, en el pedimento, Abdalónimo se muestra luchando en una batalla sin identificar. El relieve del otro extremo muestra probablemente la batalla de Gaza en 312 a. C., en cuyo pedimento aparece la muerte de Pérdicas en el 320 a. C. Se ha teorizado con que Abdalónimo falleció en la batalla de Gaza, aunque sin fundamentos. Sin embargo, en este caso, el pedimento mostraría sus últimos momentos de vida.

### Policromía
El sarcófago de Alejandro se construyó con forma de templo griego, en mármol del Pentélico que aún conserva rastros de policromía. Esta policromía ya era visible durante la excavación del sarcófago en 1887. Los guerreros griegos macedonios están luchando desnudos, como es habitual en la iconografía griega. Sin embargo, estaban pintados y se muestran los colores de sus pieles, sus cabellos, sus cascos y sus escudos. Los guerreros persas están pintados con una armadura brillante. Además, la policromía muestra detalles en los patrones de sus vestimentas y de sus escudos.